# Oluyemi Adetiba-Orija
Oluyemi Adetiba-Orija (1989) es una abogada penalista nigeriana y fundadora de la Headforth Foundation, que ofrece servicios jurídicos pro-bono. Fue nombrada una de las 100 Women de la cadena británica BBC en 2021.

## Trayectoria
Adetiba-Orija nació en 1989. Se licenció en Derecho en la Universidad Estatal de Ekiti en 2012. Posteriormente, en 2018, fundó la Headforth Foundation, una organización que está formada por mujeres que ofrecen servicios legales gratuitos.
La preocupación por la alta población penitenciaria radica en que muchas personas se encuentran encarceladas a la espera de juicio o por delitos menores. Según la legislación vigente, quien es arrestado debe ser formalmente acusado en un plazo de 48 horas, pero esto no siempre se cumple. Además, existen denuncias de que, en algunos casos, las fuerzas policiales fabrican cargos motivados por prejuicios o con el propósito de obtener sobornos. Una parte de los detenidos permanece en prisión preventiva, situación que dificulta la defensa de su inocencia, ya que las autoridades pueden obtener aplazamientos sin presentar pruebas contundentes. Incluso quienes son finalmente declarados inocentes enfrentan consecuencias graves, como la pérdida de su reputación y problemas financieros.
Se calcula que las cuatro mujeres empleadas en Headfort han brindado representación legal gratuita a más de 120 personas en los tribunales, entre las cuales se encuentran numerosos menores de edad. El equipo de Adetiba-Orija realiza visitas periódicas a la prisión de Ikoyi, donde atiende hasta 30 casos relacionados con delitos no capitales. Muchas de las personas encarceladas desconocen que tienen derecho a solicitar la libertad bajo fianza, ya que no pueden permitirse contratar a un abogado que les informe sobre sus derechos legales.

## Reconocimientos
En 2021, Oluyemi Adetiba-Orija fue reconocida como una de las 100 Women de la cadena británica BBC, un listado anual que destaca a mujeres influyentes de todo el mundo por su impacto en diversos campos, desde la innovación hasta el activismo. Su inclusión, junto con la escritora nigeriana Chimamanda Ngozi Adichie y la Youtuber keniana Lynn Ngugi, subraya su contribución y su papel en la promoción del cambio social y la justicia.